# Shirley Jones
Pour les articles homonymes, voir Jones.

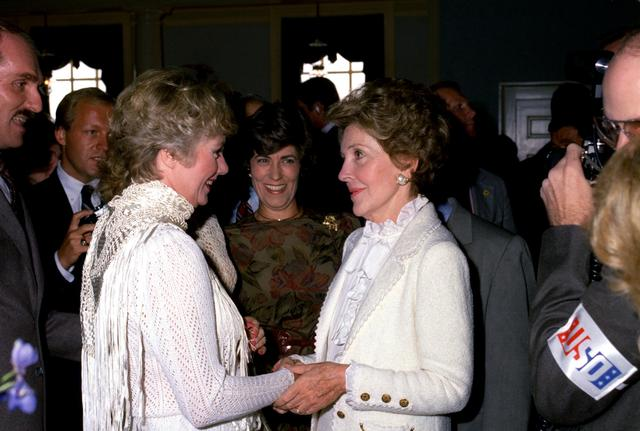
Shirley Jones et Nancy Reagan, le 29 septembre 1982.

Shirley Jones est une actrice américaine née le 31 mars 1934 à Charleroi, en Pennsylvanie (États-Unis). Elle est la mère de l'acteur, chanteur et scénariste Shaun Cassidy. 

## Biographie
Shirley Jones a débuté dans la comédie musicale, et a tenu son premier rôle au cinéma en incarnant Laurey dans Oklahoma ! de Fred Zinnemann en 1955, d'après le spectacle de Rodgers et Hammerstein créé à Broadway en 1943.
En 1960, elle a reçu l'Oscar de la meilleure actrice dans un second rôle pour Elmer Gantry le charlatan, de Richard Brooks, dont elle partageait la vedette avec Burt Lancaster et Jean Simmons. Elle a aussi été saluée pour son portrait de Marion dans The Music Man de Morton Da Costa, d'après Meredith Wilson, avec Robert Preston. On la voit d'ailleurs chanter une composition de Meredith Wilson Till There Was You dans cette comédie musicale. À sa filmographie figurent aussi Il faut marier papa de Vincente Minnelli, Les Deux Cavaliers de John Ford, Raising genius de Linda Voorhees et Bess Wiley, Ping! de Chris Baugh, Scary scream movie de John Blanchard et Manna from Heaven de Gabrielle et Maria Burton.
Côté télévision, elle a été la vedette de The Partridge Family, où elle joue la mère d'une famille de musiciens, avec le fils de son ex-mari Jack Cassidy, le chanteur et acteur David Cassidy. Elle a été nommée aux Emmy Awards pour le téléfilm Silent Night, Lonely Night, avec Lloyd Bridges, et pour There Were Times, Dear. Elle a été l'invitée vedette de The Drew Carey Show, Sabrina l'apprentie sorcière, et That '70s Show.
Le 7 mars 2007, elle est à l'affiche de Grandma's boy de Nicholaus Goosen.

## Filmographie

### Cinéma
- 1955 : Oklahoma ! : Laurey Williams
- 1956 : Carrousel : Julie Jordan
- 1957 : Je vous adore (April Love) : Liz Templeton
- 1959 : Never Steal Anything Small (en) de Charles Lederer : Linda Cabot
- 1960 : Bobbikins : Betty Barnaby
- 1960 : Elmer Gantry le charlatan (Elmer Gantry) : Lulu Bains
- 1960 : Pepe : Suzie Murphy
- 1961 : Les Deux Cavaliers (Two Rode Together) : Marty Purcell
- 1962 : The Music Man : Marian Paroo
- 1963 : Il faut marier papa (The Courtship of Eddie's Father) : Elizabeth Marten
- 1963 : Les Astuces de la veuve (A Ticklish Affair) : Amy Martin
- 1964 : L'Intrigo : Karen Williams
- 1964 : Les Séducteurs (Bedtime Story) : Janet Walker
- 1965 : Fluffy (en) d'Earl Bellamy : Janice Claridge
- 1965 : The Secret of My Success (en) : Marigold Marado
- 1969 : El Golfo
- 1969 : The Happy Ending : Flo
- 1970 : Oddly Coupled
- 1970 : Attaque au Cheyenne Club (The Cheyenne Social Club) : Jenny
- 1979 : Le Dernier Secret du Poseidon (Beyond the Poseidon Adventure) : Infirmière Gina Rowe
- 1984 : Tank : LaDonna Carey
- 1999 : Gideon : Elly Morton
- 2000 : The Adventures of Cinderella's Daughter
- 2000 : Ping! : Ethel Jeffries
- 2000 : Scary Scream Movie (Shriek If You Know What I Did Last Friday the Thirteenth) (vidéo) : Infirmière scolaire Kervorkian
- 2002 : Manna from Heaven de Gabrielle Burton et Maria Burton : Bunny
- 2004 : The Creature of the Sunny Side Up Trailer Park : Charlotte
- 2004 : Raising Genius : Tante Sis
- 2005 : The 3rd Annual TV Land Awards : Lynette Scavo Susan Mayer (Desperate Classic Housewives skit)
- 2006 : Le Garçon à mamie (Grandma's Boy) : Grace
- 2007 : À la recherche de Noël (Christmas Is Here Again) : Victoria Noël (voix)
- 2015 : On the Wing : Mrs. Ryburn

### Télévision
- 1968 : Out of the Blue (TV) : Dr. Aphrodite
- 1969 : Silent Night, Lonely Night (TV) : Katherine Johnson
- 1970 - 1974 : The Partridge Family (série télévisée) : Shirley Renfrew Partridge
- 1970 : But I Don't Want to Get Married! (TV) : Evelyn Harris
- 1973 : The Girls of Huntington House (TV) : Anne Baldwin
- 1975 : The Family Nobody Wanted (TV) : Helen Doss
- 1975 : Winner Take All (TV) : Eleanor Anderson
- 1975 : The Lives of Jenny Dolan (TV) : Jenny Dolan
- 1977 : Yesterday's Child (TV) : Laura Talbot
- 1978 : Evening in Byzantium (TV) : Constance Dobson
- 1978 : Who'll Save Our Children? (TV) : Sarah Laver
- 1979 : A Last Cry for Help (TV) : Joan Muir
- 1979 : Shirley (série télévisée) : Shirley Miller (1979-1980)
- 1980 : The Children of An Lac (TV) : Betty Tisdale
- 1981 : Inmates: A Love Story (TV) : E.F. Crown
- 1982 : The Adventures of Pollyanna (TV) : Tante Polly
- 1983 : Hôtel (TV) : Claire Langley
- 1985 : There Were Times, Dear (TV) : Susanne Millard
- 1989 : Charlie (TV)
- 1996 : AMC Family Classics (série télévisée) : Hôte
- 1997 : Dog's Best Friend (TV) : Ethel
- 2003 : New York, unité spéciale (saison 5, épisode 7) : avocate de la défense Felicia Bradshaw
- 2006 : Hidden Places (TV) : Tante Batty
- 2011 - 2014 : Raising Hope (TV) : Christine / Burt's Mom
- 2016 : Childrens Hospital (TV) : Elle-même